# Датолит
Датолит (от греч. δατεῖσθαι, 'разделять', и λίθος 'камень') — минерал одноклиномерной системы, образует богатые формами короткие кристаллы.

## История
Датолит впервые описал датско-норвежский учёный-минералог Йенс Эсмарк в 1806 году.

## Свойства
Встречается в форме кристаллов и агрегатов, от зернистых до плотных. Габитус кристаллов чрезвычайно разнообразен: от призматических до таблитчатых. Часто встречаются хорошо сформированные кристаллы, богатые гранями. Цвет может широко варьироваться: бесцветный, белый (часто с зеленоватым, голубоватым или жёлтым оттенком), красный, фиолетовый, иногда грязно-зелёный или медово-жёлтый. Минералу присущ характерный стеклянный блеск, в изломе и особенно в центре среза жирный. Твёрдость 5—5,5, удельный вес 2,9—3,6; просвечивает. Вода выделяется только при сильном прокаливании; перед паяльной трубкой вспучивается и плавится в прозрачное стекло, окрашивая пламя в зелёный цвет. Порошок легко разлагается НСl, выделяя студенистый SiO2.

## Месторождения

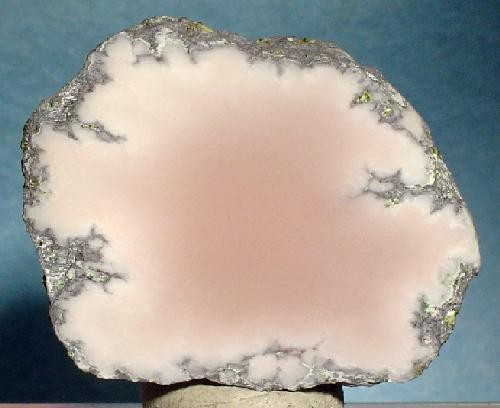
Отполированный датолит из Мичигана, США (размер: 4,1 x 3,3 x 1,7 см)

Встречается в пустотах и трещинах главным образом зеленокаменных пород: Андреасберг, Арендаль (Норвегия); бассейн реки Коннектикут в США; Берген-Хилл в штате Нью-Джерси (в диабазах), район озера Верхнее (штат Мичиган; с медью); Зейссер-Альпы в Тироле (Австрия) и другие места. В России встречается в Приморском крае, где добывается как руда бора.

## Практическое значение
Служит для получения бора и его соединений; после предварительной обработки может использоваться как удобрение. Используется в ювелирном деле: прозрачные кристаллы подвергаются огранке, непрозрачные оформляются в виде кабошонов.

## Разновидности
Ботриолит: бесцветный или светло-сиреневый, непрозрачный. Образует почковидные и гроздевидные агрегаты с радиально-лучистым строением.